# Congrès de la Nouvelle Droite
Pour les articles homonymes, voir Nouvelle Droite (homonymie).

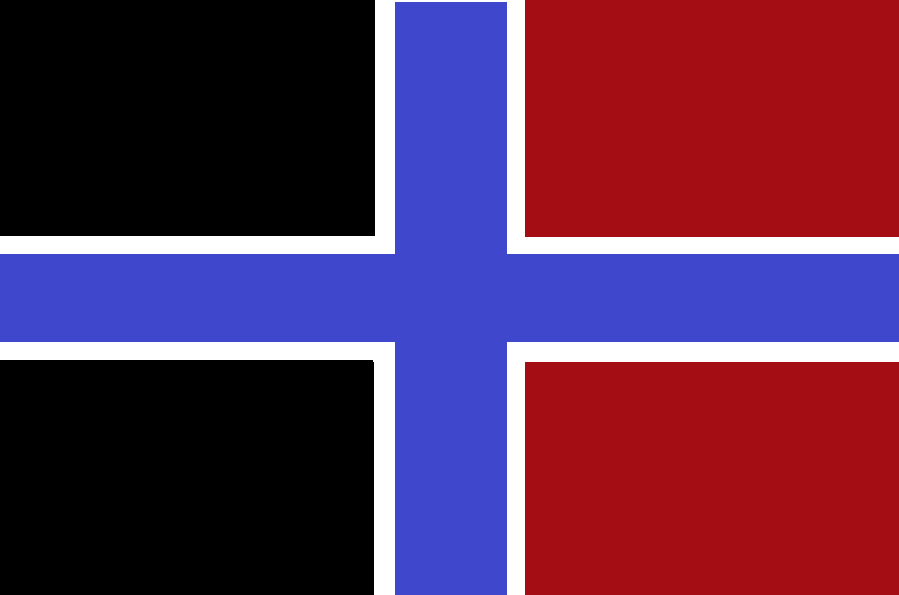
Drapeau du Congrès de la Nouvelle Droite.

Le Congrès de la Nouvelle Droite (en polonais : Kongres Nowej Prawicy, abrégé en KNP), généralement appelé « Nouvelle Droite » (en polonais : Nowa Prawica), est un parti politique polonais classé à droite de l’échiquier politique.
Eurosceptique, la formation politique, fondée en mars 2011 par Janusz Korwin-Mikke, est présidée par Stanisław Żółtek depuis janvier 2017.

## Histoire
Créé le 25 mars 2011 sous le nom Unia Polityki Realnej – Liberté et règne du droit (pl) (UPR - Wolność i Praworządność), il se présente comme la continuation de l'Union de la politique réelle (Unia Polityki Realnej) dont il est une scission dirigée par son leader historique et fondateur Janusz Korwin-Mikke.
Lors du congrès du 12 mai 2011, il adopte son nom actuel de « Congrès de la Nouvelle Droite - Janusz Korwin-Mikke ».
Les sondages menés en 2013 lui pronostiquent le franchissement de la barre des 5 %, lui permettant d'avoir des élus à la prochaine diète, le plaçant immédiatement derrière les quatre principaux partis de gouvernement (majorité et opposition parlementaire actuelles),.
Le 23 mars 2014 se tient le deuxième congrès du parti organisé par la Fondation Najwyższy Czas! (pl) (« Il est grand temps ») avec la participation (critique) du député européen sortant du parti Polska Razem (La Pologne ensemble) Marek Migalski (pl), et du député à la diète Przemysław Wipler (jusque-là également du parti Polska Razem), le chroniqueur et conférencier Adam Wielomski (pl) et le philosophe Bogusław Wolniewicz (pl).
Le 15 mai 2014 le député Przemysław Wipler rejoint le KNP, devenant ainsi le seul parlementaire du parti. Le même jour Sylwester Pruś, conseiller régional membre de la diétine de voïvodie de Poméranie rejoint également le parti. 
Le 25 mai 2014 aux élections au Parlement européen le KNP obtient le résultat de 7,15%, prenant ainsi la quatrième place après PO, le PiS et le SLD. Les députés européens élus sont Janusz Korwin-Mikke, Stanisław Żółtek, Michał Marusik et Robert Iwaszkiewicz.
En janvier 2015, Janusz Korwin-Mikke est démis de ses fonctions de président du Congrès de la Nouvelle Droite, officiellement après des révélations sur sa vie privée et l'existence d'enfants nés hors mariage. En réaction, il annonce la création d'une nouvelle formation politique destinée à porter sa candidature à l'élection présidentielle de 2015, la Coalition pour la restauration de la liberté et de l'espoir de la République (Koalicja Odnowy Rzeczypospolitej Wolność i Nadzieja, KORWiN). Il est soutenu par le député européen Robert Iwaszkiewicz qui quitte le KNP pour rejoindre la KORWiN. 
Après le départ de Janusz Korwin-Mikke du Congrès de la Nouvelle Droite, Michał Marusik prend la tête du parti.

## Ligne politique
Le KNP est un parti libéral-conservateur.
Le parti défend un État minimal, à savoir la réduction de l'intervention étatique aux seules fonctions régaliennes. Il soutient la suppression de l'impôt sur le revenu et la réduction des autres taxes et impôts. Il propose de recourir aux privatisations et de réduire les dépenses publiques.
Sur les questions morales et sociales, son positionnement est conservateur. Il soutient par exemple le rétablissement de la peine de mort et s'oppose au mariage homosexuel. Sur certaines questions, le KNP peut néanmoins avoir des positions plus souples et se déclare par exemple en faveur de la légalisation de la consommation et de la production de toutes les drogues.

## Dirigeants
- Janusz Korwin-Mikke (2011- janvier 2015)[7]
- Michał Marusik (2015-2017)[7]
- Stanisław Żółtek (depuis janvier 2017)

## Résultats électoraux

### Diète
| Année | Voix    | %    | Rang | Sièges  |
| ----- | ------- | ---- | ---- | ------- |
| 2011  | 151 837 | 1,06 | 7e   | 0 / 460 |
| 2015  | 4 852   | 0,03 | 14e  | 0 / 460 |

### Sénat
| Année | Voix   | %    | Rang | Sièges  |
| ----- | ------ | ---- | ---- | ------- |
| 2011  |        |      |      | 0 / 100 |
| 2015  | 79 946 | 0,53 | 12e  | 0 / 100 |

### Parlement européen
| Année | Voix    | %    | Rang | Sièges | Groupe                          |
| ----- | ------- | ---- | ---- | ------ | ------------------------------- |
| 2014  | 505 586 | 7,15 | 4e   | 4 / 51 | NI (2014-2015), ENL (2015-2020) |

### Présidence de la République
| Année | Candidat         | 1er tour | 1er tour | 1er tour | 2e tour | 2e tour | 2e tour |
| Année | Candidat         | Votes    | %        | Rang     | Votes   | %       | Rang    |
| ----- | ---------------- | -------- | -------- | -------- | ------- | ------- | ------- |
| 2015  | Jacek Wilk (pl)  | 68 186   | 0,46     | 10e      |         |         |         |
| 2020  | Stanisław Żółtek | 45 419   | 0,23     | 7e       |         |         |         |

### Diétines de voïvodies
| Année     | % de votants | Sièges gagnés |
| --------- | ------------ | ------------- |
| 2014 (pl) | 3,89         | 0 / 555       |